# Elvira (oiseau)
Pour les articles homonymes, voir Elvira.
Genre
Elvira est un genre d'oiseaux-mouches (la famille des Trochilidés) de la sous-famille des Trochilinae.

## Liste des espèces
D'après la classification de référence (version 2.5, 2010) du Congrès ornithologique international, ce genre est constitué des espèces suivantes (par ordre phylogénique) :
- Elvira chionura – Colibri elvire, ou à queue blanche (du grec khionis = la neige, oura = la queue)
- Elvira cupreiceps – Colibri à tête cuivrée